# أدهم الشرقاوي (فلم)
فيلم أدهم الشرقاوي فيلم مصري لعام 1964. يتحدث عن سيرة بطل شعبي مصري بنفس الاسم أيام الاحتلال البريطاني لمصر، وقام بدور أدهم الشرقاوي عبد الله غيث.
يتخلل الفيلم مجموعة من المووايل المنفصلة غناها عبد الحليم حافظ، وألفها مرسي جميل عزيز، ولحنها محمد الموجي، وقد جمعت تلك المووايل في أغنية واحدة، وتم توزيعها تجارياً.

## فريق العمل

### الممثلين
| - عبد الله غيث: أدهم الشرقاوي - لبنى عبد العزيز: سلمى - شويكار: الهانم - سميحة أيوب: خديجة - زوجة الشيخ شلبي - صلاح منصور: الشيخ شلبي - توفيق الدقن: مغاوري | - زين العشماوي: عبد الغفّار - عبد الوارث عسر: عاشور أفندي - محمد رضا: العُمدة عبد السميع - عزيزة حلمي: أم أدهم - حسين عسر: الشيخ عبد الحليم - أبو أدهم - عبد العزيز خورشيد: الحاج إسماعيل | - إبراهيم خورشيد - عبد المجيد نصر - فؤاد راشد - محسن حسنين - زينات علوي: راقصة |

### الإداريين
| - رمسيس نجيب: منتج - زكريا الحجاوي: الرواية - عبد الحليم حافظ: غناء - سيد محمد: ماكيير - حسن طه: مساعد ماكيير - طلعت علام: مخرج مساعد - شفيق شامية: مخرج سكريبت - مكرم سالم: مساعد مصور - علي جمال الدين: مصور فوتوغرافيا | - رفعت النحاس: ريجيسير - فوزية حجازي: الملابس - فاروق خورشيد: مساعد إكسسوار - أحمد اللبودي: مساعد الديكور - سيد الجبالي: مساعد ريجيسير - ستوديو نصيبيان: الطبع والتحميض - يوسف صقر: مسجل الصوت - نسيم فؤاد: مساعد الصوت - فاروق السيد: مساعد الصوت | - إدوارد نجيب: مدير الإنتاج - فاروق نجيب: مدير الإنتاج - حلمي عبدالله: مدير الإنتاج - حلمي عزب: مهندس المناظر - نجيب خوري: مهندس المناظر - رشيدة عبدالسلام: مونتير - محيي الدين عبدالجواد: مركب الفيلم - سلوى: نيجاتيف | - مرسي جميل عزيز: كلمات الأغاني - محمد الموجي: الألحان - نصري عبد النور: مكساج - ستوديو مصر: مكساج - علي إسماعيل: ألحان وموسيقى تصويرية - سعد الدين وهبة: سيناريو وحوار - علي حسن: مدير التصوير - حسام الدين مصطفى: مخرج |

## وصلات خارجية
- مقالات تستعمل روابط فنية بلا صلة مع ويكي بيانات
- أدهم الشرقاوي على موقع الدهليز
- أدهم الشرقاوي على موقع كاروهات